# Vịt đuôi dài

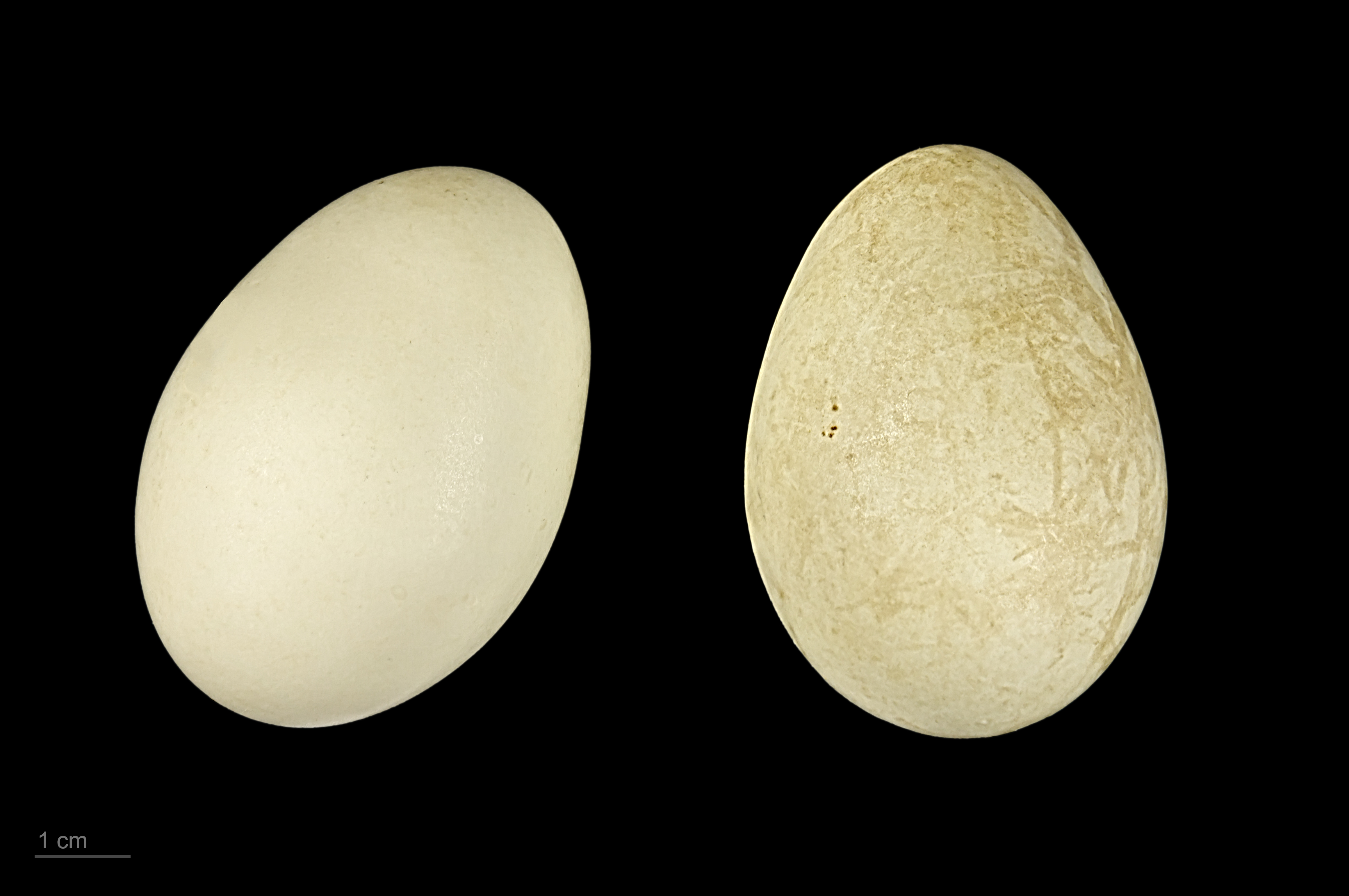
Clangula hyemalis

Vịt đuôi dài, tên khoa học Clangula hyemalis, là một loài chim trong họ Vịt.